# Байк-поло

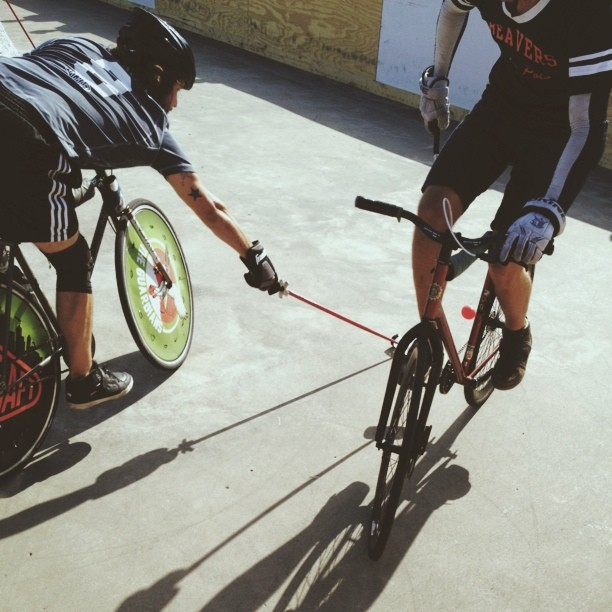
Beavers проти Guardians, NAHBPC 2013

Велосипедне поло на твердому покритті є різновидом традиційного Велосипедного Поло в якому команди гравців їздять на велосипедах та використовують клюшки, щоб забити маленький м’яч у ворота. Також використовують назви «Hardcourt», «Urban Bike Polo» або просто «Bike Polo».

## Гра
Розрізняють два формати гри в байк поло на твердому покритті. Один з них – це традиційний формат під назвою «3 на 3», в якому команда складається з 3 гравців, а ігри тривають приблизно 10–15 хвилин. Інший формат – «Squad». В цьому форматі, до складу команди входять від 4 до 6 гравців, а гра триває від 30 до 40 хвилин, з можливістю замін. «Squad» є зменшеним варіантом формату «Bench» (англ. Лава). Формат «Bench» передбачав від 7 до 12 гравців у команді та ігри тривалістю 60-90 хвилин. Максимальна кількість гравців на полі є загальною для усіх форматів: 3 гравці в будь-який момент ігрового часу. Як правило, гра проходить у замкнутій прямокутній зоні, що називається «корт». Ворота розміщуються у протилежних кінцях корту.
На початку гри м'яч розміщується по центру ігрового майданчика, у цей час гравці чекають позаду воріт власної команди. Після зворотного відліку, або свистку, по одному гравцю з кожної команди рушають до м'яча, в, так званому, «лицарському поєдинку».
Гравець може бити по м'ячу двома способами: «молотком» (англ. shot) або «шваброю» (англ. shuffle). Удар молотком здійснюють торцями битку, на відміну від удару шваброю, де використовують бокову частину. Щоб забити гол, гравець має спрямувати м'яч у ворота суперника з допомогою «молотку»; гол від удару «шваброю» не буде враховано, а гру буде продовжено.
Забивши гол, команда повертається на свою половину майданчика. Після повернення команди, що забила гол, на свою половину, команда, якій забили гол, може перетнути центральну лінію поля та продовжити гру.
Гра триває, доки команда не досягне ліміту заздалегідь визначеного часу, залежно від формату. Ігри зазвичай тривають 10–15 хвилин.
Гравець, який «падає» (торкається ногою горизонтальної поверхні), повинен виконати певну форму компенсаційного покарання перед повторним контактом з м’ячем. Зазвичай це охоплює «вистукування» (під'їзд до визначеної точки на корті та торкання її молотком). Також часто потрібно сказати «нога вниз» або «даб», щоб повідомити іншим гравцям, що ви поза грою, але це не обов’язково. Вам слід за будь-яку ціну уникати впливу на хід гри після того, як відбувається падіння.
Рівень контакту в конкретній грі може відрізнятися, але зазвичай обмежується «молоток до молотка», «тіло до тіла». «Поштовх» дозволяється, якщо він відбувається «пліч-о-пліч» і суддя вважає його безпечним.
Будучи децентралізованою грою, яка розвивається органічно, правила та стилі Hardcourt Bike Polo можуть суттєво відрізнятися від міста до міста. Північноамериканська асоціація велосипедного поло створила офіційний набір правил для Північної Америки, який вплинув на стандартизацію правил у всьому світі.
З 2009 року в спільноті поло було створено різні керівні органи з метою просування спорту та створення наборів правил. Північноамериканська асоціація байк-поло (NAHBPA) і Європейська асоціація (EHBP) є основними організаціями, але є й інші, такі як Австралазійська хардкорт (AHBP) і Bici Polo Latinoamerica (BPLA) організації, які з’являться в міру поширення байк-поло на інших континентах та країнах по всьому світу.

## Формат турніру
На цей час існує два типи форматів турнірів з байк-поло на твердих покриттях: 3 на 3 і Squad.
3 на 3 — це більш традиційний формат байк-поло на твердих покриттях, де 2 команди по 3 гравці грають один проти одного.
Альтернативним форматом є Squad, де 2 команди з 4-6 гравців грають одна проти одної. У форматі Squad у кожній команді на майданчику все ще є 3 гравці одночасно, але є лава гравців, яких можна замінювати протягом гри. Ігри у груповому форматі, як правило, тривають довше, зазвичай 30–60 хвилин. Зазвичай за заміни відповідає капітан команди, який може бути або не бути гравцем.

## Обладнання

М'яч для вуличного хокею, який був у використанні

Замість того, щоб використовувати традиційні дерев'яні молотки для поло, гравці у байк-поло почали виготовляти ключки ручної роботи в дусі етики DIY. З того часу з'явилося кілька компаній, які виробляють більш різноманітне обладнання, а саме для байк-поло. Типові ключки виготовлені з використанням головок із UHMW та алюмінієвих, або карбонових стрижнів, подібних до лижних палиць.
М’яч, який використовується у велосипедному поло, зазвичай виготовляється з ПВХ і ідентичний м’ячу для вуличного хокею. У 2012 році компанія Fixcraft об’єдналася з D-Gel, виробниками хокейної продукції, щоб виготовити перший офіційний м’яч для велосипедного поло. На кожну температуру повітря треба використовувати м'яч потрібної жорсткості.
Деякі гравці виготовляють ковпаки для коліс із гофрованого пластику, полікарбонату, пластикової сітки або навіть товстої тканини для захисту спиць і створення міцних блокуючих поверхонь. Багато з цих обкладинок розмальовані складними малюнками, щоб допомогти ідентифікувати райдерів або клуб їхнього міста.

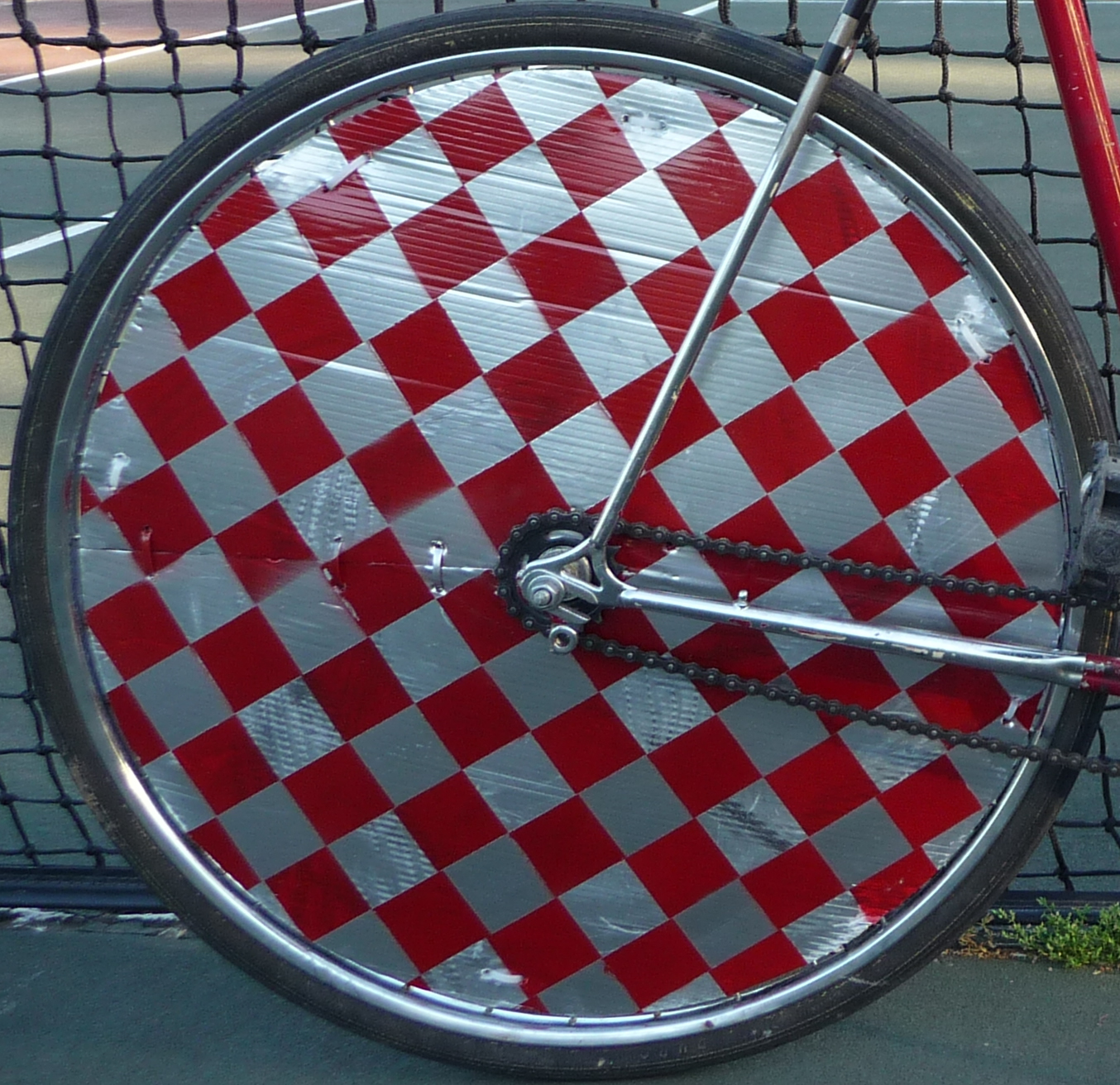
Свіжо пофарбована кришка колеса

Одношвидкісні велосипеди з низьким передавальним числом мають переваги для швидкого прискорення та контролю на невеликому майданчику. Хоча будь-який велосипед прийнятний для гри, зрештою більшість гравців налаштовують свої велосипеди спеціально для велосипедного поло та своїх ігрових потреб. Більшість райдерів віддають перевагу короткій колісній базі для крутих поворотів, а також середньому або довгому виносу для кращого повороту. Найбільш популярними є передні або подвійні гальма.

## Корти
Гравці зазвичай грають на таких майданчиках, як тенісні корти, вуличні хокейні майданчики, баскетбольні або футбольні майданчики. Вони часто налаштовуються за допомогою дощок, щоб м’яч не викочувався з корту або не застрягав у кутах. NAH наразі ставить ворота 180 х 90 см. Розмір майданчика може бути різним, але для того, щоб корт використовувався в офіційному заході NAH, він не повинен перевищувати 47,25 x 25 метрів і не менше 37 м x 18 метрів.

### Спеціальні корти для байк-поло
Деякі міста співпрацюють зі своїм місцевим байк-поло-клубом і побудували приміщення спеціально для поло або придатні для багаторазових видів діяльності, як-от байк-поло. Деякі корти, як-от «The Pit» у Нью-Йорку, є перепрофільованими, тоді як інші корти, як-от корт у Східному Ванкувері в Грандв’ю-Парку, спеціально розроблені для задоволення потреб спорту. Проєкт байк-поло-парку в Східному Ванкувері в парку Грандв’ю коштував близько 90 000 доларів США на завершення та включав бетонні стіни, дренаж, мощення, сидіння та огорожу.

## Історія
Сучасне  байк-поло сягає корінням у Сіетлі початку 2000-х . Спочатку гра була започаткована кур’єрами, які мали перерви між доставкою, але була розроблена в Сіетлі, де були засновані деякі з попередніх правил (3 на 3, зарахування голу ударом "молоток"). У міру того як люди рухалися і подорожували, гра розгалужувалася. і наразі грають у понад 30 країнах і 300 містах. 

## Турніри

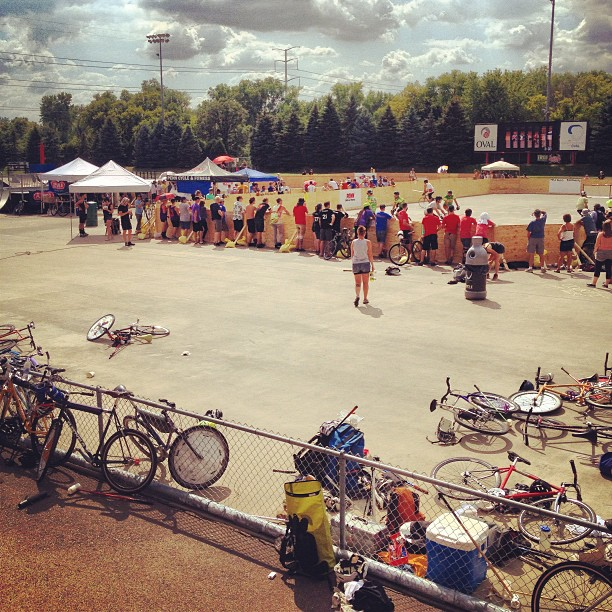
NAHBPC 2013

Перші щорічні чемпіонати Північної Америки та Європи з по байк-поло відбулися в серпні 2009 року. Європейський турнір зібрав понад 40 команд з Великої Британії, Франції, Швейцарії, Іспанії, Італії та Німеччини, а виграли L'Equipe, команда з Женеви. У північноамериканському турнірі взяли участь 36 команд із Сіетлу, Ванкуверу, Мілвокі, Чикаго, Нью-Йорку, Оттави, Портленду, Вашингтону та інших міст, а перемогла команда Smile із Сіетлу. Першим призом кожного турніру були квитки на Чемпіонат світу 2009 року.
Національні чемпіонати проводилися в країнах по всьому світу, включаючи Австралію, Нову Зеландію, Великобританію, США та Німеччину.